# Bundesstraße 209
De Bundesstraße 209 (ook wel B209) is een bundesstraße in Duitsland die loopt door de deelstaten Sleeswijk-Holstein en Nedersaksen.
De B209 begint bij Drakenburg, verder via de steden Walsrode, Soltau, Lüneburg en Lauenburg, om te eindigen in Schwarzenbek. De B209 is ongeveer 134 km lang.

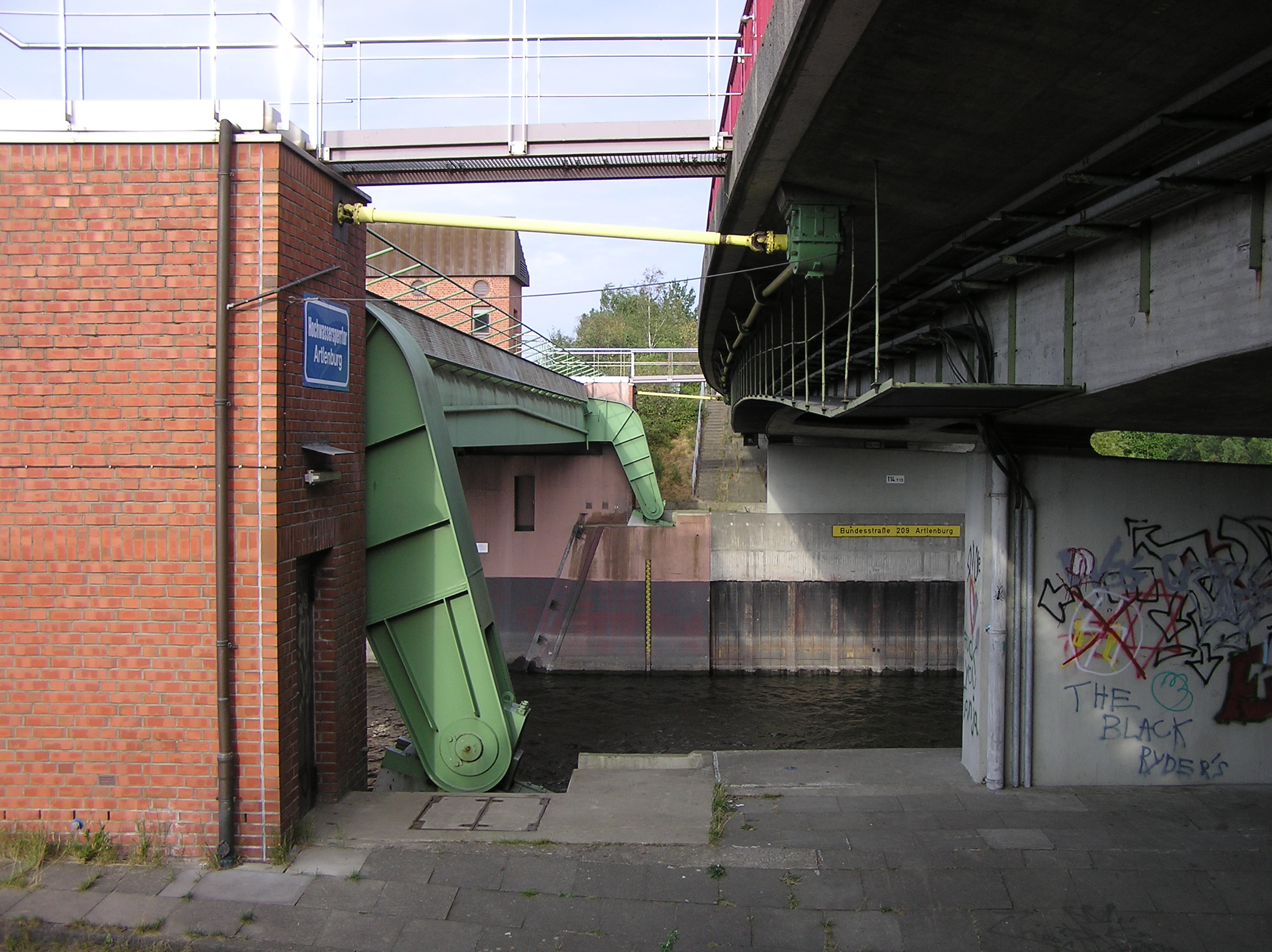
Waterkering in de Elbeseitenkanal. Rechts het viaduct van de B209

## Routebeschrijving

### Nedersaksen
De B209 begint op een kruising met de B215 bij Drakenburg in de deelstaat Nedersaksen. De weg loopt verder door Heemsen, Rethem men kruist de Aller, komt door Walsrode, kruist bij afrit Walsrode West de A27, komt door de stad Bad Fallingbostel en eindigt bij afrit Bad Fallingbostel op de A7.
Vervanging
Tussen afrit Bad Fallingborstel en afrit Soltau-Ost is de weg vervangen door de A7.
Voortzetting
Bij afrit Soltau-Ost A7 begint de B209 weer en loopt samen met de B71 naar een kruising bij Stübeckshorn waar de B72 afbuigt. De B209g loopt verder door Rehlingen, Amelinghausen, Betzendorf, Embsen en komt in de stad Lüneburg waar ze bij de afrit Lüneburg-Häcklingen sluit de B4 aan. Van hier tot bij de afrit Lüneburg-Adendorf vormen de B4 en de B209 samen de rondweg van Lüneburg,lopen langs Deutsch Evern en sluit bij afrit Dahlhemmer Landstraße de B216 aan. Bij afrit Lüneburg-Adendorf slaat de B4 af. De B209 loopt door Adendorf. Brietlingen kruist het Elbe-Seitenkanal en de deelstaatgrens met Sleeswijk-Holstein.

### Sleeswijk-Holstein
De weg loopt nog Rohndorf, ze kruist zowel de Elbe als het Elbe-Lübeckkanaal, komt door Lauenburg waar ze de B5 kruist, Lütau en Schwarzenbek waar de B209 eindigt op een kruising met de B207 en de B404.
B1 · B2 · B4 · B5 · B75 · B76 · B77 · B87 · B96 · B96a · B96b · B97 · B101 · B102 · B103 · B104 · B105 · B106 · B107 · B108 · B109 · B110 · B111 · B112 · B112n · B113 · B115 · B122 · B156 · B158 · B166 · B167 · B168 · B169 · B179 · B182 · B183 · B187 · B188 · B189 · B190n · B191 · B192 · B193 · B194 · B195 · B196 · B197 · B198 · B199 · B200 · B201 · B202 · B203 · B204 · B205 · B206 · B207 · B208 · B209 · B246 · B320 · B321 · B404 · B430 · B431 · B432 · B434 · B435 · B495 · B501 · B502 · B503
B1 · B3 · B3n · B4 · B5 · B6 · B6n · B27 · B51 · B61 · B64 · B65 · B68 · B69 · B70 · B71 · B72 · B73 · B74 · B74n · B75 · B79 · B80 · B82 · B83 · B188 · B190n · B191 · B195 · B207 · B209 · B210 · B211 · B212 · B213 · B214 · B215 · B216 · B217 · B218 · B238 · B239 · B240 · B241 · B242 · B243 · B243a · B244 · B245a · B247 · B248 · B322 · B401 · B402 · B403 · B404 · B408 · B431 · B433 · B434 · B435 · B436 · B437 · B438 · B439 · B440 · B441 · B442 · B443 · B444 · B445 · B446 · B447 · B461 · B475 · B482 · B490 · B493 · B494 · B495 · B496 · B497 · B524 · B530